# مسجد آقا، قزوین
مسجدآقا مربوط به دوره قاجار است و در قزوین، خیابان مولوی، پشت گرمابه صفا واقع شده و این اثر در تاریخ ۱۱ مرداد ۱۳۸۴ با شمارهٔ ثبت ۱۲۶۰۷ به‌عنوان یکی از آثار ملی ایران به ثبت رسیده‌است.